# Robert James Manion
Pour les articles homonymes, voir Manion.
Robert James Manion (né le 19 novembre 1881 à Pembroke (Ontario), mort le 2 juillet 1943 à Ottawa) est un médecin et homme politique canadien d'ascendance irlandaise ; il fut le chef du Parti conservateur du Canada de 1938 à 1940.

## Biographie
Il fait ses études en médecine à l'Université Queen's, à Kingston (Ontario) et à Édimbourg avant de s'installer à Fort William (Ontario) où ses parents habitent depuis 1888. En 1915 il s'inscrit au Corps de santé de l'Armée canadienne (Canadian Army Medical Corps). Attaché au 21e bataillon canadien, il reçoit la Croix militaire pour héroïsme à la bataille de la crête de Vimy.
Il est élu député à la Chambre des communes du Canada pour la circonscription de Fort William sous la bannière du Parti unioniste lors de l'élection fédérale de 1917, qui se joue sur la question de la conscription. Membre du Parti libéral avant la guerre, Manion demeure avec le Parti conservateur après la guerre. Le nouveau premier ministre Arthur Meighen le nomme ministre du Rétablissement des soldats à la vie civile en 1921. Il siège pour la plus grande partie des années 1920 dans l'opposition, excepté pour quelques mois en 1926 quand il occupe plusieurs ministères dans le second gouvernement de Meighen, dont celui des postes.
Après l'élection fédérale de 1930, le nouveau premier ministre conservateur R.B. Bennett le nomme ministre des chemins de fer et canaux. Toutefois, la crise économique de la Grande Dépression détruit le gouvernement de Bennett, et Manion, avec bien d'autres, perd son siège dans l'élection de 1935. Bien qu'il ne siège pas au Parlement, Manion remporte le congrès d'investiture à la direction du Parti conservateur en 1938. Les membres du Parti conservateur espèrent que le fait qu'il soit catholique et marié à une canadienne-française, Yvonne Desaulniers, améliorera leurs chances au Québec, où la perception des Tories comme un parti d'orangiste anti-Français et anti-catholique rend leur élection difficile. Manion fait son entrée aux communes à la faveur d'une élection partielle en 1938. Il fait subséquemment campagne contre la conscription, malgré le fait qu'il s'était joint au Parti unioniste en 1917 parce qu'il était en faveur de la conscription.
La défaite du gouvernement de Maurice Duplessis au Québec met fin aux espoirs de Manion de fonder une alliance avec l'Union nationale. De plus, l'opposition de Manion à la conscription lui nuit en Ontario, où une bonne partie de la base conservatrice se retourne contre lui à cause de cette position. Dans l'élection fédérale de 1940, les tories de Manion font campagne sous le nom de Gouvernement National en proposant de former une coalition de temps de guerre. Les conservateurs sont incapables de faire des gains sous leur nouveau nom par rapport à leur résultat de 1935, et Manion est défait dans sa circonscription, ce qui mène à sa démission en tant que chef du parti deux mois plus tard. Il meurt trois ans plus tard.

## Publications
- A surgeon in arms, Toronto, McClelland, Goodchild & Stewart, 1918 ;
- Life is an adventure, Toronto, Ryerson Press, 1936.

## Archives
Il y a un fonds d'archives Robert James Manion à Bibliothèque et Archives Canada. 